# Amara purpurascens
Amara purpurascens är en skalbaggsart som beskrevs av Victor Ivanovitsch Motschulsky. Amara purpurascens ingår i släktet Amara och familjen jordlöpare. Inga underarter finns listade i Catalogue of Life.